# Терехова, Эльвира Ивановна
Эльвира Ивановна Терехова — советский хозяйственный, государственный и политический деятель.

## Биография
Родилась в 1941 году в Хабаровске. Член КПСС.
С 1956 года — на хозяйственной, общественной и политической работе. В 1956—1996 гг. — доярка в колхозе «Восток» в селе Жариково, свинарка, доярка колхоза имени Ленина в селе Толстовка Тамбовского района Амурской области, добилась рекордных надоев молока — более 4000 килограммов в 1975 году, мастер животноводства 1 класса, заведующая молочно-товарной фермой колхоза имени Ленина.
Избиралась депутатом Верховного Совета РСФСР 9-го и 10-го созывов, народным депутатом СССР.
Умерла в селе Толстовка в 2005 году.